# Steve Jocz
 (août 2025).
Steve Jocz (prononcé Yotch), né à Ajax au Canada le 23 juillet 1981, est un batteur canadien, ancien membre du groupe Sum 41.

## Biographie

### Carrière musicale
Jeune, Steve Jocz a fait un camp religieux où il y avait une batterie. De retour chez lui, il demanda à ses parents de lui en acheter une mais ces derniers refusèrent. La même année, leur nouveau voisin, un professeur de batterie, lui en acheta une, dont il manquait malheureusement la moitié des éléments.
Steve Jocz rencontre Deryck Whibley en 1993, et forme avec lui le 31 juillet 1996 le groupe Sum 41. Après avoir signé avec les labels Island Records au Canada et Aquarius Records aux États-Unis, le groupe sort son premier album, Half Hour of Power, en 2000. Depuis, le groupe a sorti cinq autres albums studio. Il est d'une certaine manière le leader de Sum 41, en raison de sa personnalité extravertie et du fait qu'il assure la plupart des interviews.
Outre la batterie, Jocz assure les chœurs sur certaines chansons et assure même le chant sur Pain for Pleasure, chanson issue de l'album All Killer, No Filler. Lors des concerts, le chanteur du groupe Deryck Whibley prend alors sa place à la batterie. Il a aussi réalisé trois clips de chansons du groupe : Underclass Hero, With Me et Screaming Bloody Murder.
Steve Jocz a aussi participé à d'autres projets musicaux. Il assure notamment la batterie sur l'album Birds + Bee Stings de The Operation M.D., groupe formé avec Todd Morse par Jason McCaslin, bassiste de Sum 41. Il est aussi crédité sur deux chansons de l'album The Best Damn Thing d'Avril Lavigne, sur la chanson Little Know It All, coécrite par Sum 41 et Iggy Pop, et sur l'album Detox de Treble Charger.
Il a commencé une carrière de réalisateur de clips musicaux depuis 2006.
Le 17 avril 2013, il annonce sur Facebook qu'il quitte Sum 41 pour se consacrer à sa famille.
Le 1er juin 2024, après des années loin des réseaux sociaux, il poste sa première vidéo sur sa chaîne YouTube où il y raconte des anecdotes sur sa vie de musicien et reprends les titres de Sum41 pour la première fois depuis une dizaine d'années. 

### Vie personnelle
Steve Jocz a grandi à Ajax en Ontario avec son père Phil, sa mère Marj et sa sœur Jenn, qui est plus âgée. La famille a des origines polonaises. Au lycée, il était le capitaine de l'équipe de plongeon. On peut le voir faire preuve de ses talents de plongeur dans le clip vidéo de In Too Deep. Il est marié avec la chanteuse Jessy Moss depuis novembre 2008. Ils ont deux fils appelés Owen (né le 20 avril 2011) et Oscar âgé de 3 ans.
En août 2017, il commence une carrière comme agent immobilier pour "The Paul Kaplan Group".
Depuis la crise du Covid-19, il réside désormais en Australie.

## Matériel
Steve Jocz utilise des baguettes Vic Firth, des cymbales Zildjian, des peaux Remo, ainsi que des batteries et matériels DW. Ses influences sont Dave Grohl, Tommy Lee, Lars Ulrich, Ringo Starr, Erik Sandin et Josh Freese.

## Discographie
Avec Sum 41
- Half Hour of Power (2000)
- All Killer, No Filler (2001)
- Does This Look Infected? (2002)
- Chuck (2004)
- Underclass Hero (2007)
- Screaming Bloody Murder (2011)

Avec The Operation M.D.
- Birds + Bee Stings (2010)

Avec Avril Lavigne
- The Best Damn Thing (2007) – batterie sur One of Those Girls et Contagious

Avec Iggy Pop
- Skull Ring (2003) - batterie sur Little Know It All

Avec Treble Charger
- Detox (2002)